# Problembär Records
Problembär Records ist ein österreichisches Independent-Label mit Sitz in Wien.

## Geschichte
Gegründet wurde das Label 2007 von Musikmanager und Verleger Stefan Redelsteiner (* 1982). Das Music Information Center Austria zählt es zu den bedeutendsten österreichischen Plattenlabels im Bereich alternativer Popmusik. Seit 2011 betrieb Redelsteiner das Label gemeinsam mit dem Sänger und Fernseh-Produzenten Fred Schreiber. Seit August 2013 gehört Problembär Records zu Seayou Records, mit 31. Dezember 2014 kündigte Redelsteiner bei Problembär Records.
Redelsteiner war in verschiedenen Bands tätig, unter anderem in der Band von Der Nino aus Wien. Angesichts seiner eigenen eher beschränkten Fähigkeiten als Musiker beschloss er 2007, ein Plattenlabel zu gründen. Die beiden ersten Veröffentlichungen waren die Debütalben von Neuschnee und Der Nino aus Wien. Es folgten Platten von Das trojanische Pferd, Wanda, Krixi, Kraxi und die Kroxn, Fred Schreiber und anderen. Der erste Charterfolg gelang mit dem Album Schwunder von Der Nino aus Wien, es erreichte Platz 52 der österreichischen Albumcharts.
Am 17. Oktober 2014 veröffentlichte das Label das Album Amore der Band Wanda mit einer Erstauflage von 500 Stück. Das Album besitzt heute Doppelplatin-Status und ist die erfolgreichste Veröffentlichung des Label.

## Redelsteiner Dahimène Edition
Redelsteiner betreibt außerdem den Verlag redelsteiner dahimène edition, der Autoren wie Stefanie Sargnagel, Der Nino aus Wien, Lydia Haider, Oscar Bronner und Eva Weissenberger im Programm hat. Er veröffentlichte 2025 Redelsteiners Memoiren Der Problembär.

## Künstler
- Amanda
- Amere Meander
- Birne Helene
- Das trojanische Pferd
- Der elegante Rest
- Der Nino aus Wien
- Ebow
- Filou
- Flut
- Fred Schreiber
- Gebenedeit
- Grant
- Jansky
- Kidcat Lo-Fi
- Krixi, Kraxi und die Kroxn
- Das Lunsentrio
- Mira Mann
- Mob
- Moll
- Natascha P.
- Nelio
- Neuschnee
- Parkwächter Harlekin
- pauT
- Preach
- Raphael Sas
- Strandhase
- Unding
- Wanda
- Worried Man & Worried Boy